# ويليام غاي (لاعب كرة قدم أمريكية)
ويليام غاي (بالإنجليزية: William Gay)‏ هو لاعب كرة قدم أمريكية أمريكي، ولد في 28 مايو 1955 في سان فرانسيسكو في الولايات المتحدة.

## وصلات خارجية
- ويليام غاي على موقع مرجع كرة القدم المحترفة.كوم (الإنجليزية)
- ويليام غاي على موقع IMDb (الإنجليزية)